# Eurybistus pilosipes
Eurybistus pilosipes är en insektsart som först beskrevs av Haan 1842.  Eurybistus pilosipes ingår i släktet Eurybistus och familjen Aschiphasmatidae. Inga underarter finns listade i Catalogue of Life.